# Temporada 1950-51 de los Baltimore Bullets (original)
La Temporada 1950-51 fue la cuarta de los Baltimore Bullets en la NBA. La temporada regular acabó con 24 victorias y 42 derrotas, no logrando clasificarse para los playoffs.

## Elecciones en elDraft
| Ronda | Puesto | Jugador      | Posición | Nacionalidad   | Universidad          |
| ----- | ------ | ------------ | -------- | -------------- | -------------------- |
| 1     | 2      | Don Rehfeldt | Alero    | Estados Unidos | Wisconsin            |
| 2     | 13     | John Pilch   | Alero    | Estados Unidos | Wyoming              |
| 3     | 25     | Dick Dickey  | Base     | Estados Unidos | North Carolina State |
| 5     | 49     | Norm Mager   | Alero    | Estados Unidos | CCNY*                |

## Temporada regular
| División Este           | División Este | División Este | División Este | División Este | División Este | División Este | División Este | División Este |
| Equipo                  | G             | P             | %             | PD            | Casa          | Fuera         | Neutral       | Div           |
| ----------------------- | ------------- | ------------- | ------------- | ------------- | ------------- | ------------- | ------------- | ------------- |
| x-Philadelphia Warriors | 40            | 26            | .606          | -             | 28-4          | 11-21         | 1-1           | 22-14         |
| x-Boston Celtics        | 39            | 30            | .565          | 1             | 25-5          | 10-23         | 4-2           | 21-19         |
| x-New York Knicks       | 36            | 30            | .545          | 4             | 22-5          | 10-25         | 4-0           | 21-15         |
| x-Syracuse Nationals    | 32            | 34            | .485          | 8             | 23-10         | 9–24          | -             | 19-17         |
| Baltimore Bullets       | 24            | 42            | .364          | 16            | 20-12         | 4–24          | 0-6           | 12-24         |
| Washington Capitols     | 10            | 25            | .286          | 30            | 7-12          | 3–12          | 0-1           | 6-12          |

## Estadísticas
| Rk | Jugador       | Edad | P  | PT | MP | TC  | TCI  | %TC  | 3P | 3PI | %3P | TL  | TLI | %TL   | RO | RD | RT  | AS  | RB | TAP | BP | FP  | PTS  |
| -- | ------------- | ---- | -- | -- | -- | --- | ---- | ---- | -- | --- | --- | --- | --- | ----- | -- | -- | --- | --- | -- | --- | -- | --- | ---- |
| 1  | Belus Smawley | 32   | 44 |    |    | 4.8 | 12.4 | .389 |    |     |     | 4.2 | 4.8 | .859  |    |    | 3.0 | 2.8 |    |     |    | 2.5 | 13.8 |
| 2  | Red Rocha     | 27   | 64 |    |    | 4.6 | 13.2 | .352 |    |     |     | 3.8 | 4.7 | .809  |    |    | 8.0 | 2.3 |    |     |    | 3.8 | 13.1 |
| 3  | Kenny Sailors | 29   | 50 |    |    | 3.5 | 10.2 | .348 |    |     |     | 2.4 | 3.3 | .738  |    |    | 2.3 | 2.8 |    |     |    | 3.6 | 9.5  |
| 4  | Dick Mehen    | 28   | 16 |    |    | 3.6 | 10.6 | .335 |    |     |     | 2.3 | 3.2 | .725  |    |    | 4.8 | 3.4 |    |     |    | 2.6 | 9.4  |
| 5  | Paul Hoffman  | 28   | 41 |    |    | 3.1 | 9.7  | .318 |    |     |     | 2.6 | 3.8 | .673  |    |    | 4.9 | 2.7 |    |     |    | 3.3 | 8.8  |
| 6  | Walt Budko    | 25   | 64 |    |    | 2.6 | 7.3  | .356 |    |     |     | 2.6 | 3.5 | .744  |    |    | 7.1 | 2.1 |    |     |    | 3.2 | 7.8  |
| 7  | Brady Walker  | 29   | 49 |    |    | 3.1 | 7.8  | .394 |    |     |     | 1.4 | 1.9 | .713  |    |    | 6.6 | 2.1 |    |     |    | 1.4 | 7.5  |
| 8  | Don Rehfeldt  | 24   | 59 |    |    | 2.8 | 7.2  | .385 |    |     |     | 1.7 | 2.4 | .741  |    |    | 4.3 | 1.2 |    |     |    | 2.5 | 7.3  |
| 9  | Tommy Byrnes  | 27   | 16 |    |    | 2.2 | 6.3  | .350 |    |     |     | 1.3 | 1.8 | .714  |    |    | 1.7 | 1.3 |    |     |    | 1.8 | 5.6  |
| 10 | Don Otten     | 29   | 2  |    |    | 1.5 | 7.5  | .200 |    |     |     | 2.5 | 4.5 | .556  |    |    | 1.5 | 1.5 |    |     |    | 2.5 | 5.5  |
| 11 | Norm Mager    | 24   | 24 |    |    | 1.7 | 5.9  | .282 |    |     |     | 1.8 | 2.3 | .786  |    |    | 2.0 | 1.0 |    |     |    | 2.8 | 5.2  |
| 12 | Gene James    | 25   | 42 |    |    | 1.9 | 5.5  | .336 |    |     |     | 1.0 | 1.6 | .623  |    |    | 3.3 | 1.6 |    |     |    | 2.6 | 4.7  |
| 13 | Don Carlson   | 31   | 9  |    |    | 1.9 | 5.1  | .370 |    |     |     | 0.9 | 1.8 | .500  |    |    | 1.7 | 2.1 |    |     |    | 2.6 | 4.7  |
| 14 | Billy Hassett | 29   | 31 |    |    | 1.5 | 5.2  | .281 |    |     |     | 1.4 | 2.0 | .683  |    |    | 1.1 | 1.5 |    |     |    | 2.3 | 4.3  |
| 15 | Joe Dolhon    | 23   | 13 |    |    | 1.3 | 4.3  | .304 |    |     |     | 1.3 | 1.8 | .739  |    |    | 1.4 | 1.5 |    |     |    | 2.5 | 3.9  |
| 16 | Tommy O'Keefe | 24   | 3  |    |    | 1.7 | 5.0  | .333 |    |     |     | 0.3 | 0.3 | 1.000 |    |    | 1.0 | 2.7 |    |     |    | 1.3 | 3.7  |
| 17 | Ray Corley    | 23   | 16 |    |    | 1.1 | 4.2  | .254 |    |     |     | 0.9 | 1.6 | .538  |    |    | 2.1 | 1.4 |    |     |    | 1.6 | 3.0  |
| 18 | Chick Halbert | 31   | 33 |    |    | 2.8 | 7.4  | .385 |    |     |     | 2.5 | 3.5 | .704  |    |    |     | 2.5 |    |     |    | 2.9 | 8.2  |
| 19 | Ken Murray    | 22   | 52 |    |    | 4.9 | 14.0 | .349 |    |     |     | 3.9 | 5.3 | .742  |    |    |     | 2.9 |    |     |    | 2.7 | 13.7 |